# Tease and Denial
Tease and Denial (engl. für Erregen und Verweigern), auch Orgasm Denial oder T&D, ist ein Sammelbegriff für all jene sexuellen Praktiken, die eingesetzt werden, um die sexuelle Erregung eines Menschen intensiv zu steigern, indem das Erleben eines Orgasmus verzögert oder verweigert wird. Diese sexuellen Spielarten sind oft Teil einer partnerschaftlichen Sexualbeziehung, unabhängig von Geschlecht, sexueller Neigung und Orientierung und wird auch bei Masturbation eingesetzt. Üblicherweise wird diese Technik eingesetzt, um mit sexueller Frustration die Erregung immer weiter zu steigern und dabei an den Rand eines Höhepunkts zu kommen, ohne diesen zu erreichen oder möglichst lange hinauszuzögern. Der Effekt dieses mehrfachen Erregens und der Verweigerung des Orgasmus kann bei jedem Geschlecht zu einer stark gesteigerten sexuellen Erregung führen, so dass der Orgasmus im Anschluss an ein T&D-Szenario als deutlich stärker beschrieben wird als bei anderen Praktiken.
Beim Gooning wird diese Form der gesteigerten Lust an sich selbst oft in Verbindung mit digitalen Medien eingegangen. Gooncaves sind dabei eigens dafür gestaltete Räume, die reale und virtuelle Erotikwelten verschmelzen lassen, um den Höhepunkt alleine oder gemeinsam so lange wie möglich hinaus zu zögern.
Die sexuelle Erregung so weit zu steigern, dass sie am Rand eines Orgasmus steht, wird nach dem englischen Ausdruck für Rand edge auch als Edging bezeichnet. Bei Männern, die im Rahmen eines Tease-and-Denial-Szenarios erregt werden, wird das Auftreten des Präejakulats oft als  Edge betrachtet.  Die mehrfache Stimulation bis kurz vor den Orgasmus und dessen wiederholte Verweigerung kann aber auch zu anhaltender sexueller Frustration führen. Bei Männern kann es zu Schmerzen und einer bläulichen Verfärbung des Hodensacks kommen, die im Englischen als Blue Balls (engl. für blaue Eier) bezeichnet wird. Ursache dieser Verfärbung ist die durch die Erregung vom Parasympathikus gesteigerte Blutzufuhr in die männlichen Geschlechtsorgane. Während dies geschieht, wird der venöse Abstrom durch den arteriellen Druck des Blutes behindert (Kongestion). Findet kein Orgasmus statt, sondern wird die Stimulation fortgesetzt, kommt es zum teilweise schmerzhaften Druckanstieg und zur Ansammlung von Blut und Lymphe in den Hoden. Das am Abfluss gehinderte sauerstoffarme Blut erzeugt die bläuliche Verfärbung und gilt ebenfalls als Indiz für ein im sadistischen Sinne „gelungenes“ Tease-and-Denial-Szenario.
Eine ganze Reihe von T&D-Sessions führt manchmal zu einem sogenannten unvollständigen oder ruinierten Orgasmus, wobei bei Männern zwar oft eine Ejakulation stattfindet (vgl. Prostatamassage), aber es wird keine sexuelle Entspannung empfunden. Die nachfolgende sexuelle Frustration und erhöhte sexuelle Erregbarkeit können dann für erneute T&D-Spielarten ausgenutzt werden.
Wie lange die Erregung dauert und wie häufig der Orgasmus verweigert wird, variiert von Paar zu Paar. Häufig wird diese Technik mit BDSM, insbesondere der weiblichen Dominanz, assoziiert und ist in diesem Bereich oft Teil der Orgasmuskontrolle, der Keuschhaltung oder der Cock and Ball Torture. Ein wesentliches Element ist dabei das Spiel mit Macht und Ohnmacht, um das Gefälle zwischen dem stimulierenden, kontrollierenden und dem passiven Partner körperlich erlebbar zu machen. T&D wird aber auch in Beziehungen ohne jeglichen Bezug zu sadomasochistischen Praktiken zur intensiven Luststeigerung eingesetzt.
Zu unterscheiden ist T&D von spirituell inspirierten Praktiken der Ejakulationvermeidung wie Karezza.